# Leptocyclopodia brachythrinax
Leptocyclopodia brachythrinax är en tvåvingeart som först beskrevs av Theodor 1959.  Leptocyclopodia brachythrinax ingår i släktet Leptocyclopodia och familjen lusflugor. Inga underarter finns listade i Catalogue of Life.